# Vattentornet i Tjerkasy

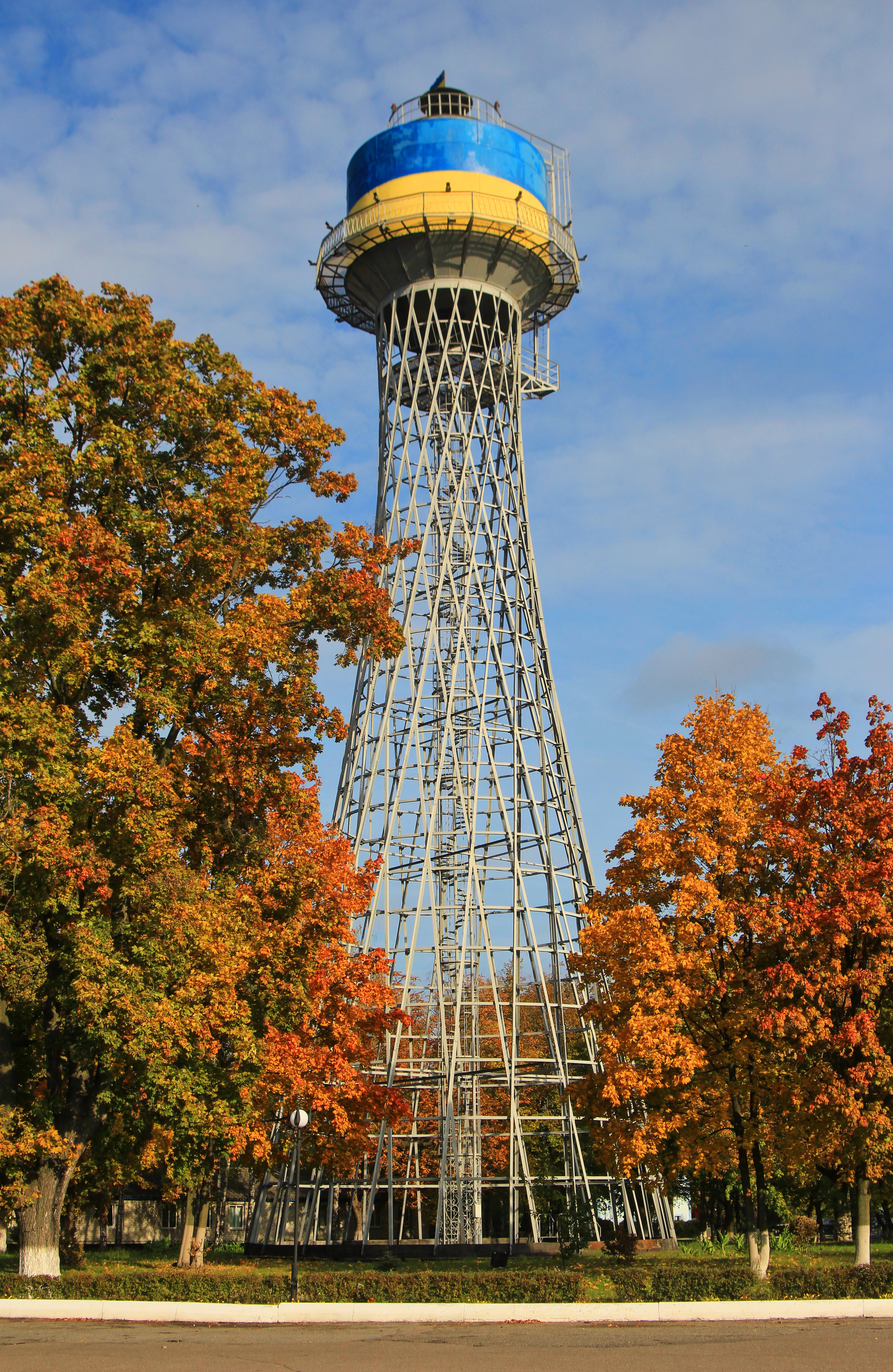
Vattentornets topp målad i den ukrainska flaggans färger.

Vattentornet i Tjerkasy (ukrainska:Черкаська гіперболоїдна вежа) är ett 34 meter högt vattentorn i Tjerkasy i Ukraina byggt 1914. Det är en av världens första hyperboloida konstruktioner. Tornet ritades av ingenjören och vetenskapsmanen Vladimir Sjuchov. Då det byggdes fanns det endast några få liknande konstruktioner i världen. Det mest kända är Sjuchovtornet i Moskva. Hyperboloidtekniken har senare använts av bland andra de kända arkitekterna Antoni Gaudí, Le Corbusier och Oscar Niemeyer.
Vattentornet blev 1944 under den tyska ockupationen förstört av de tyska trupperna då de retirerade från staden. Efter kriget beslöt man att återuppbygga tornet och det stod klart 1949.
I samband med den växande nationalismen efter oroligheterna 2014 målades tornets topp i den ukrainska flaggans färger, som belyses när det blir mörkt.